# 유키노우라촌
유키노우라촌(雪浦村)은 나가사키현 니시소노기군에 있던 촌이다. 

## 지리
니시소노기 반도의 서부에 위치하며, 서쪽 해안선을 스모나다(고토나다)와 접하고 있다. 

## 역사
- 1889년 4월 1일 - 정촌제 시행에 의해 니시소노기군 유키노우라촌이 성립하였다.
- 1955년 2월 11일 - 세토정, 다이라촌, 마쓰시마촌,과 합병해 오세토정이 성립하여, 유키노우라촌은 지자체로서 소멸하였다.

## 참고문헌
- 角川日本地名大辞典 42 長崎県
- 西彼杵郡現勢一班 「雪浦村現勢内容」（1926年）国立国会図書館デジタルコレクション